# Nothrus hauseri
Nothrus hauseri är en kvalsterart som beskrevs av Sandór Mahunka 1974. Nothrus hauseri ingår i släktet Nothrus och familjen Nothridae. Inga underarter finns listade i Catalogue of Life.